# ロシア鉄道RA2形気動車
RA2形（ロシア語: РА2）は、ロシア鉄道（ОАО «Российские железные дороги»）が2005年から導入した気動車（レールバス）。製造したメトロワゴンマッシュからは750.05形と言う形式名も与えられている。

## 概要
利用客が多い非電化区間向けに開発・設計が行われた気動車。2004年に発注を受けた後、2005年に試作車が完成した。1997年からロシア鉄道向けに製造が行われたRA1形とは異なり複数の車両が編成を組むディーゼル列車としての運用を前提に設計されており、エンジンを搭載した片運転台の先頭車（動力制御車）による2両編成、もしくは中間車（付随車）を連結した3両編成を基本とし、最大4両編成まで組成可能である。
車体は耐食性や耐熱性に長けたステンレスで製造され、火災検知システムや自動警報システムを始めとした安全対策も多数施されている。先頭車は流線形構造になっており、運転台は人間工学を応用した設計が採用されている。車内は空調装置による冷暖房が完備されており、窓は騒音を抑えるため二重窓となっている。先頭車に1箇所、中間車に2箇所配置されている乗降扉はボタン式半自動ドアになっており、収納式ステップにより低床式プラットホームに対応している。座席配置は3列＋2列のボックスシート、動力制御車にトイレを1箇所設置するのが基本的な構造だが、顧客からの注文に応じた変更も可能である。
先頭車（旅客車両）の床下にはMTU製のディーゼルエンジンやフォイト製の液体変速機で構成される動力モジュールや発電機、騒音抑制装置などが搭載されている。これらの機器は自動診断システムによって管理されており、運転台から状況を確認する事ができる。ボギー台車は空気ばねを用いた構造で、先頭車の運転台側下部は動力台車が設置されている。

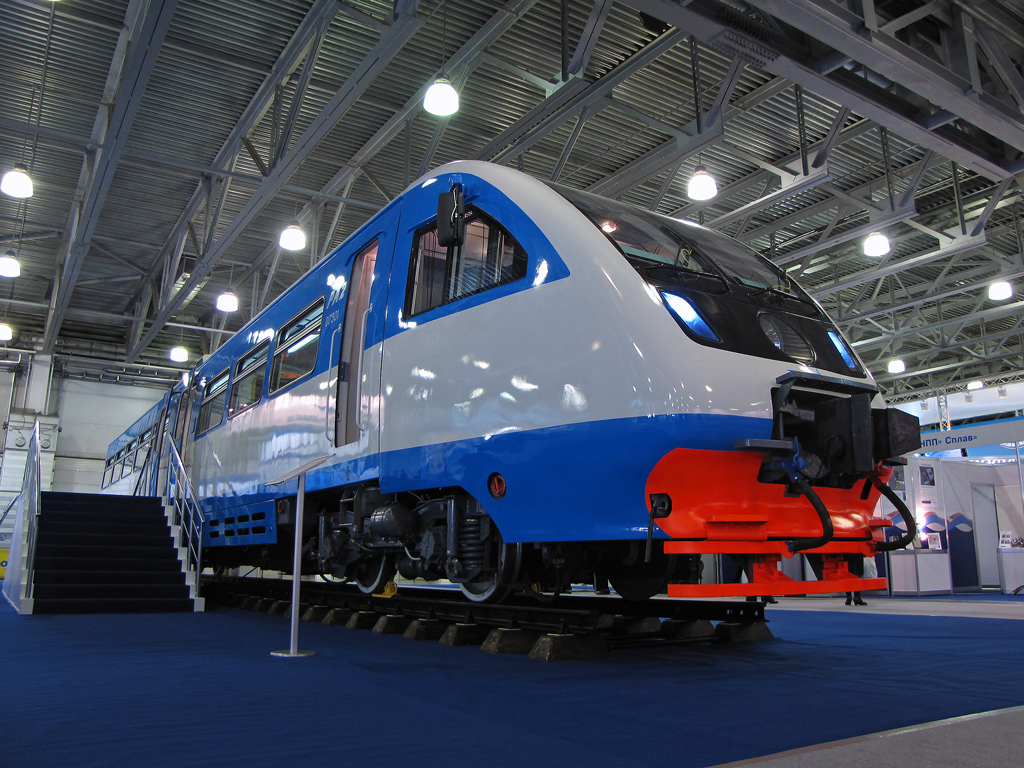
先頭車（運転台側）（EXPOCityTrans 2010にて撮影）
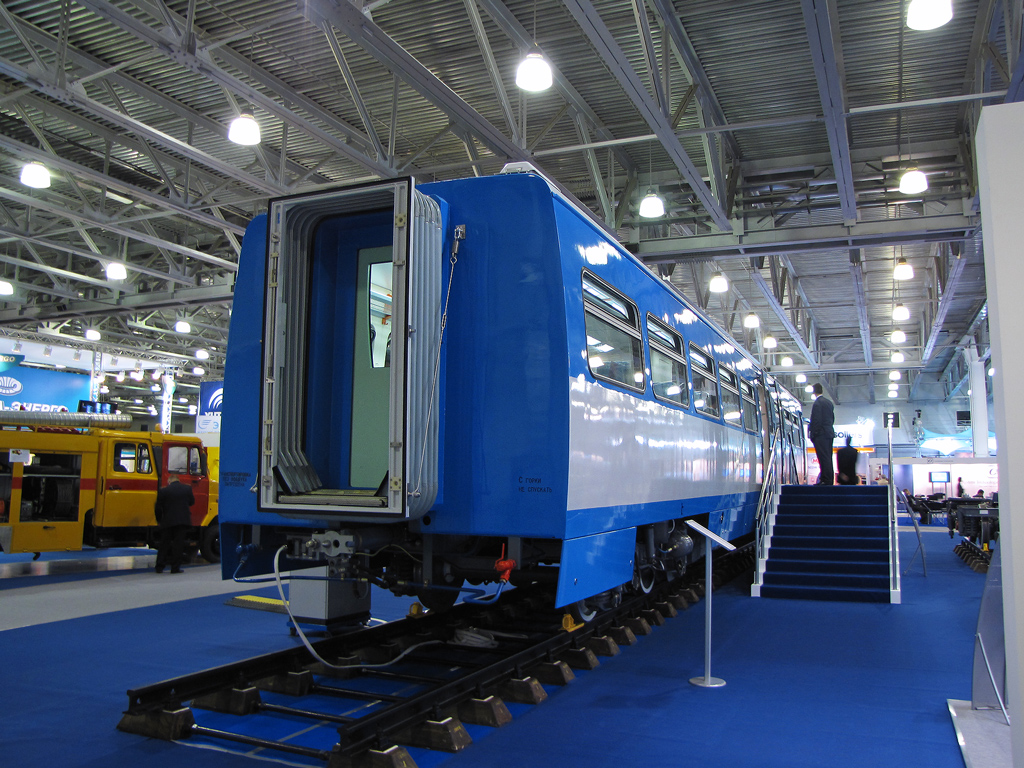
先頭車（連結面側）（EXPOCityTrans 2010にて撮影）
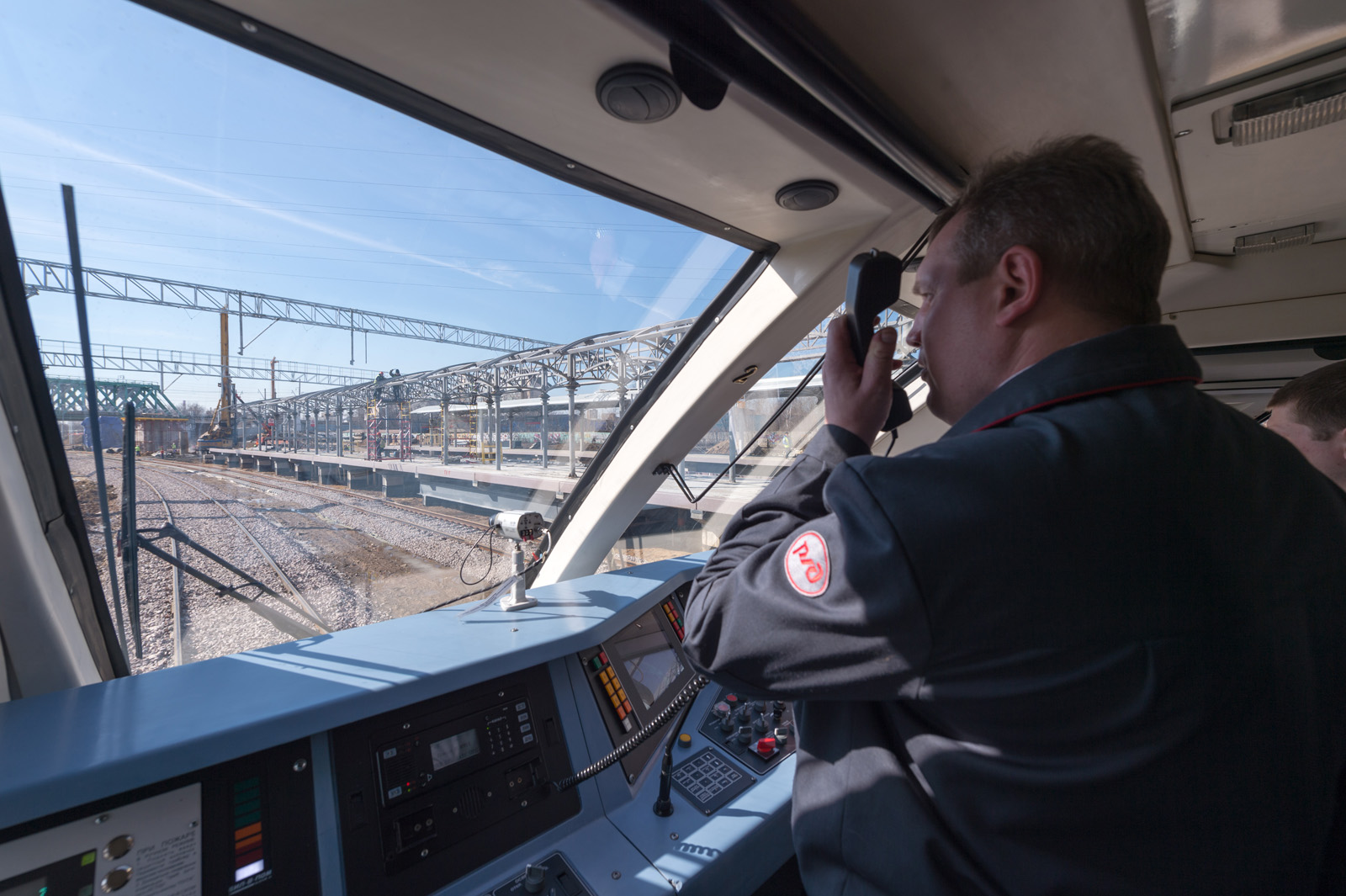
運転台
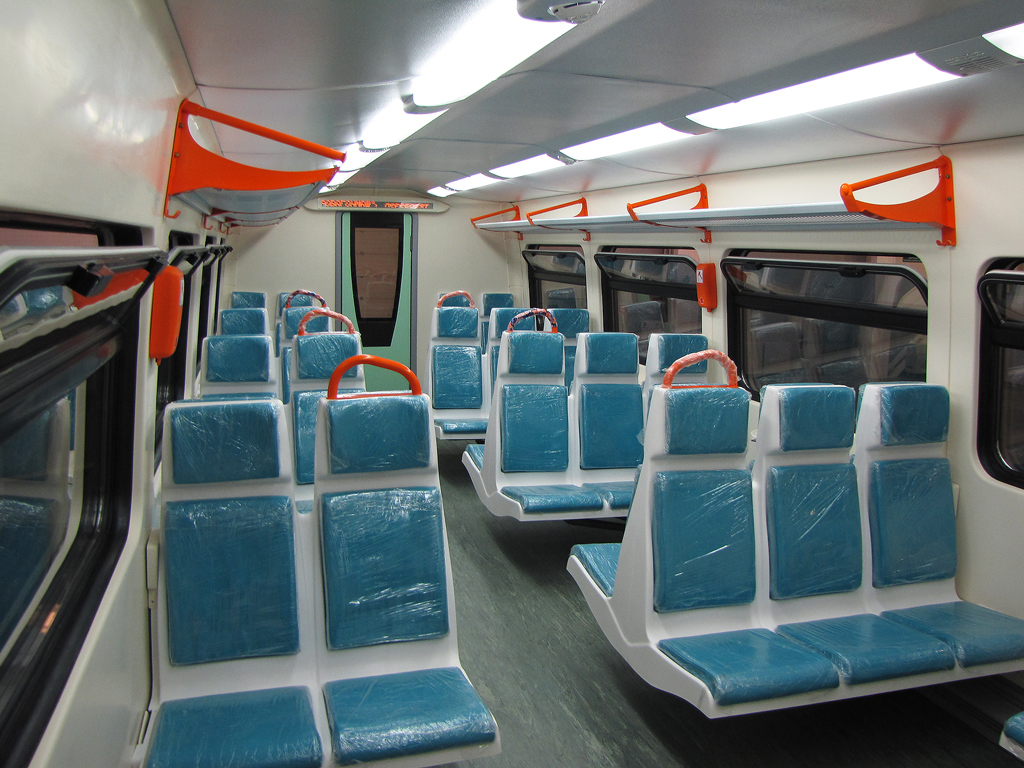
車内

## 運用・車種
上記の通り2005年に試作車が登場し、試験後の2006年から量産が始まった。ロシア鉄道のみならず、ウクライナ鉄道やリトアニア鉄道、モンゴルのウランバートル鉄道（ウランバートル・レールバス）にも導入が行われた。試作車を含め、RA2形は設計や用途、製造年月の差異により以下の車種に分類される。

### 750.05形
RA2形の中で最初に製造された車種。車体側面にビード加工が施されているのが特徴である。2004年から2007年まで、試作車を含め3両編成30本が製造された。

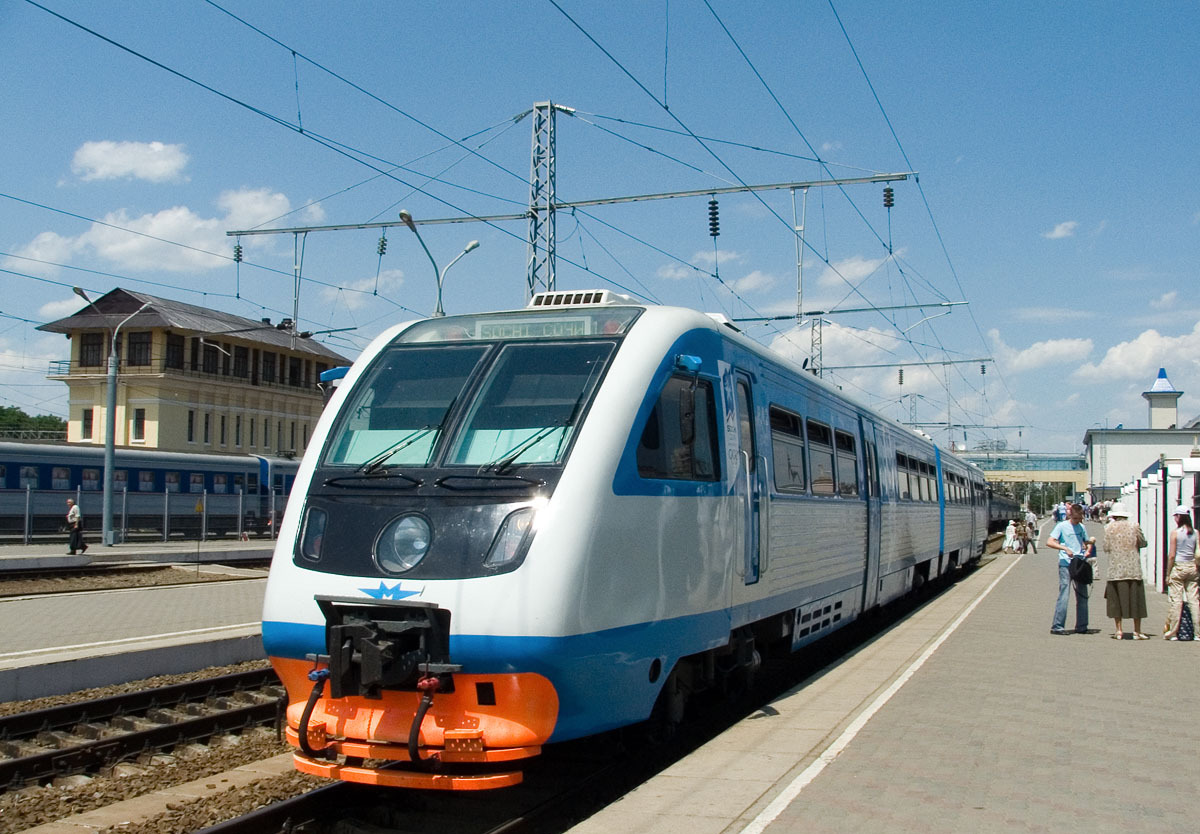
RA2-014編成（ロシア鉄道）

### 750.05-30形
ロシア鉄道の幹部の移動など用いられる職用車として2006年から製造が行われた車両。2両編成を基本とし中間車（付随車）の連結を前提としていない事から、エンジンの出力が315 kWに変更されている他、最大800 kmの運行距離を実現させるため燃料タンクの容量が増加している。車体もビード加工が廃止されるなどの設計変更が実施されている。車内には幹部たちが利用する会議室や優等車両と同等の座席が設置されている他、衛星テレビシステムやキッチン、冷蔵庫など長時間の乗車に対応した設備も搭載されている。

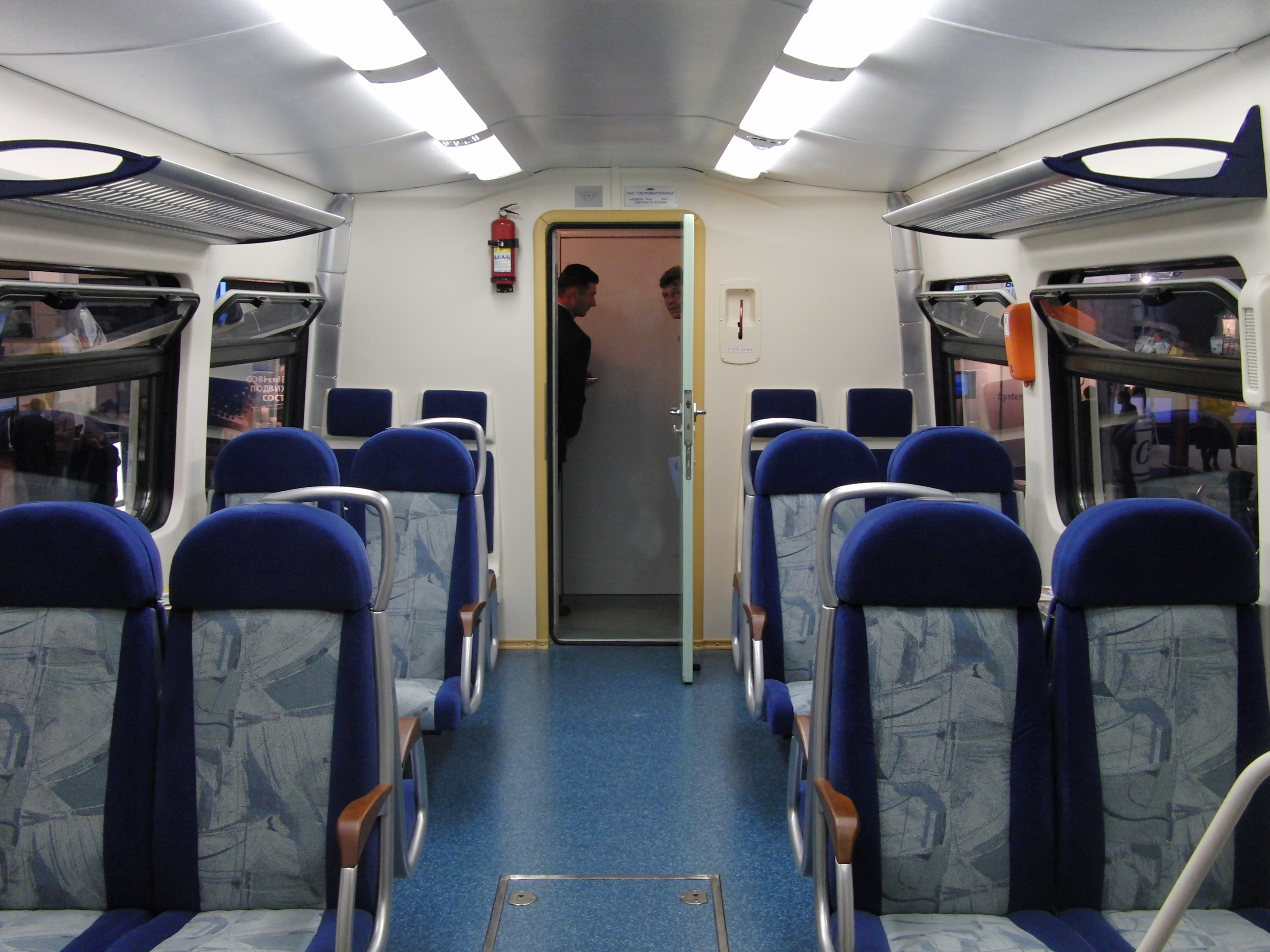
優等座席
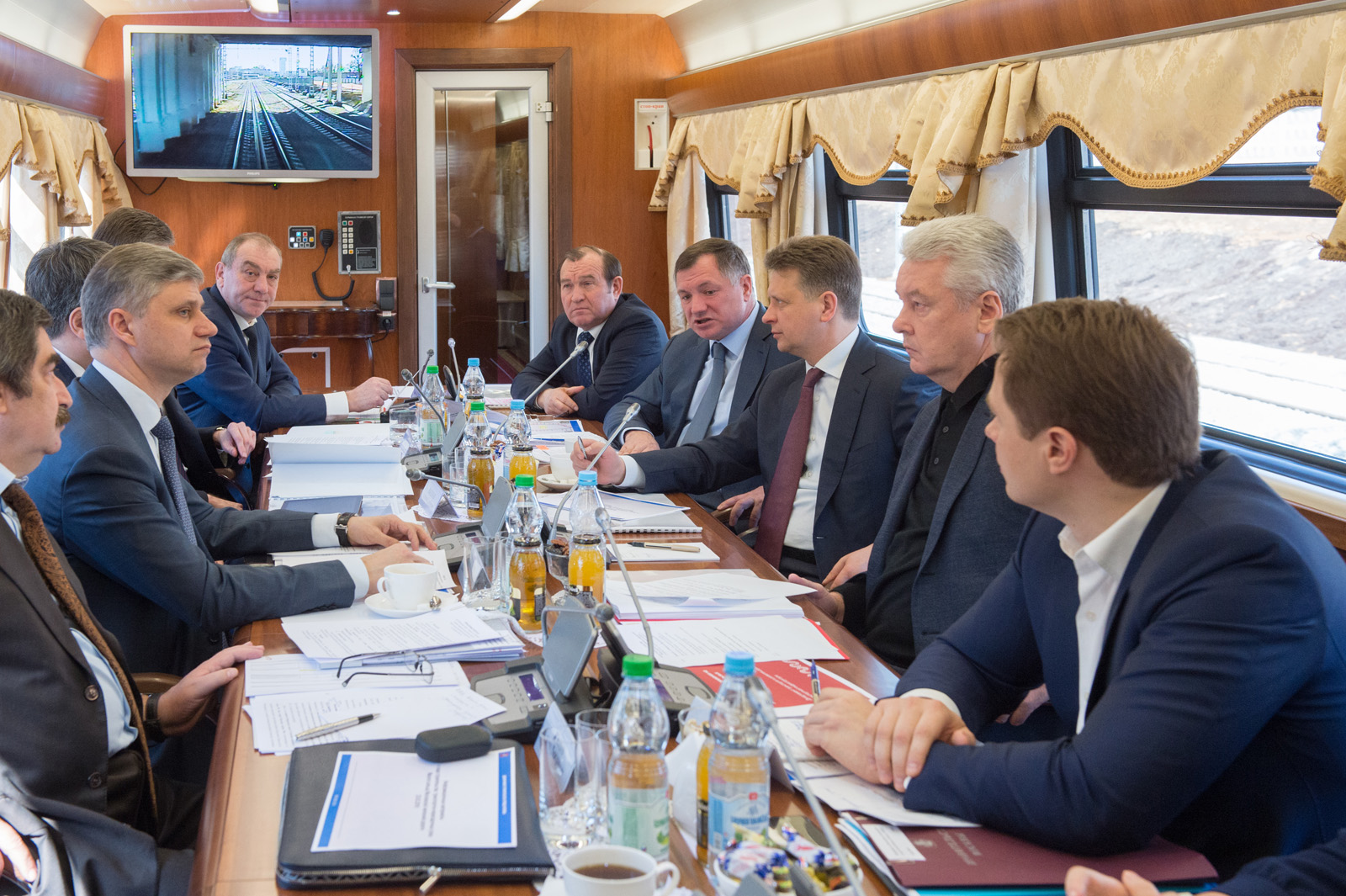
使用中の会議室

### 750.05-20形
750.05形の改良版。750.05-30形と同様に側面下部のビード加工が廃止されるなどの設計変更が行われた。最初の車両となったRA2-005編成は2006年に製造され、翌2007年の鉄道見本市"Expo 1520"での展示が行われた。その後は2015年までロシア鉄道向けへの製造が続いた他、2008年にはリトアニア鉄道向けにも3両編成4本が作られている。

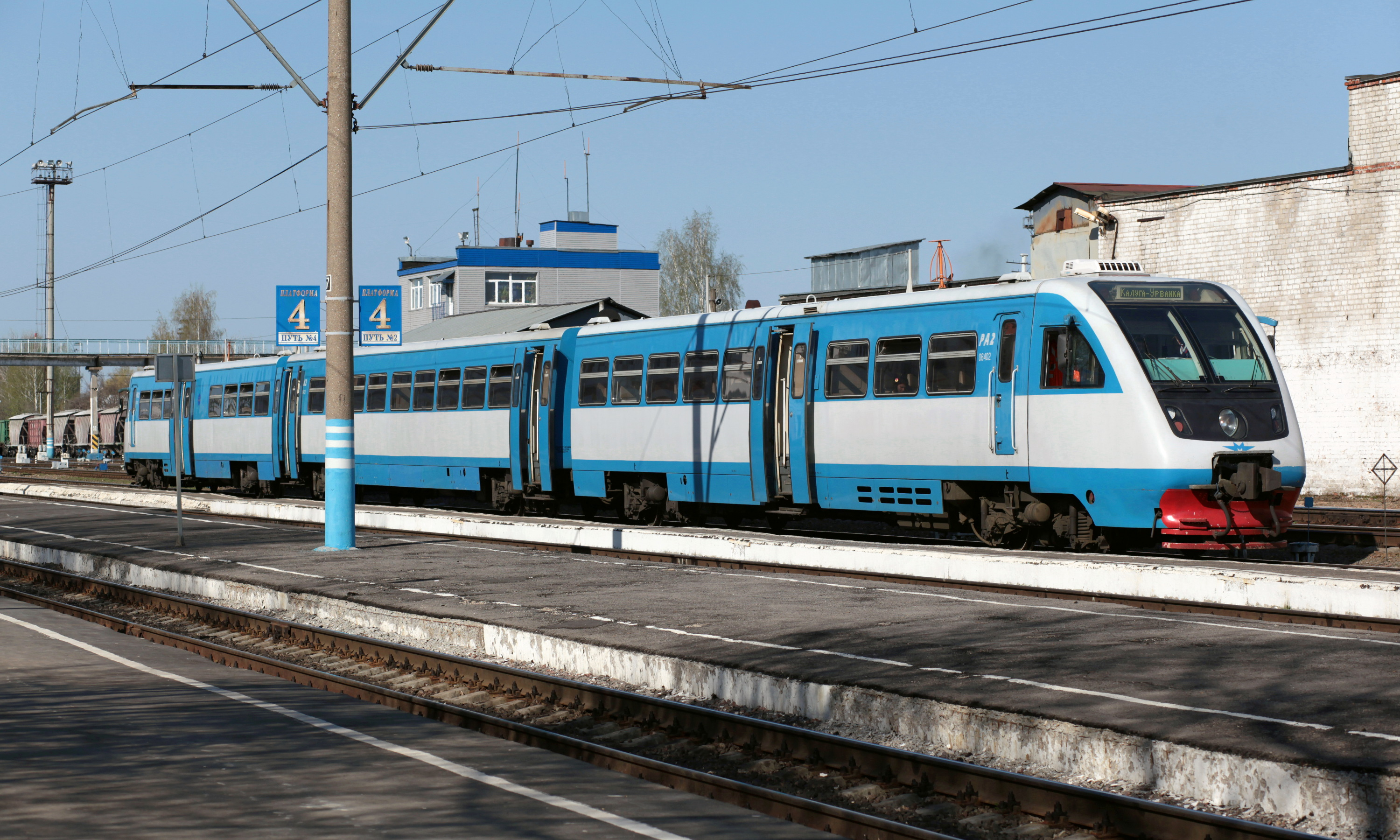
RA2-064編成（ロシア鉄道）
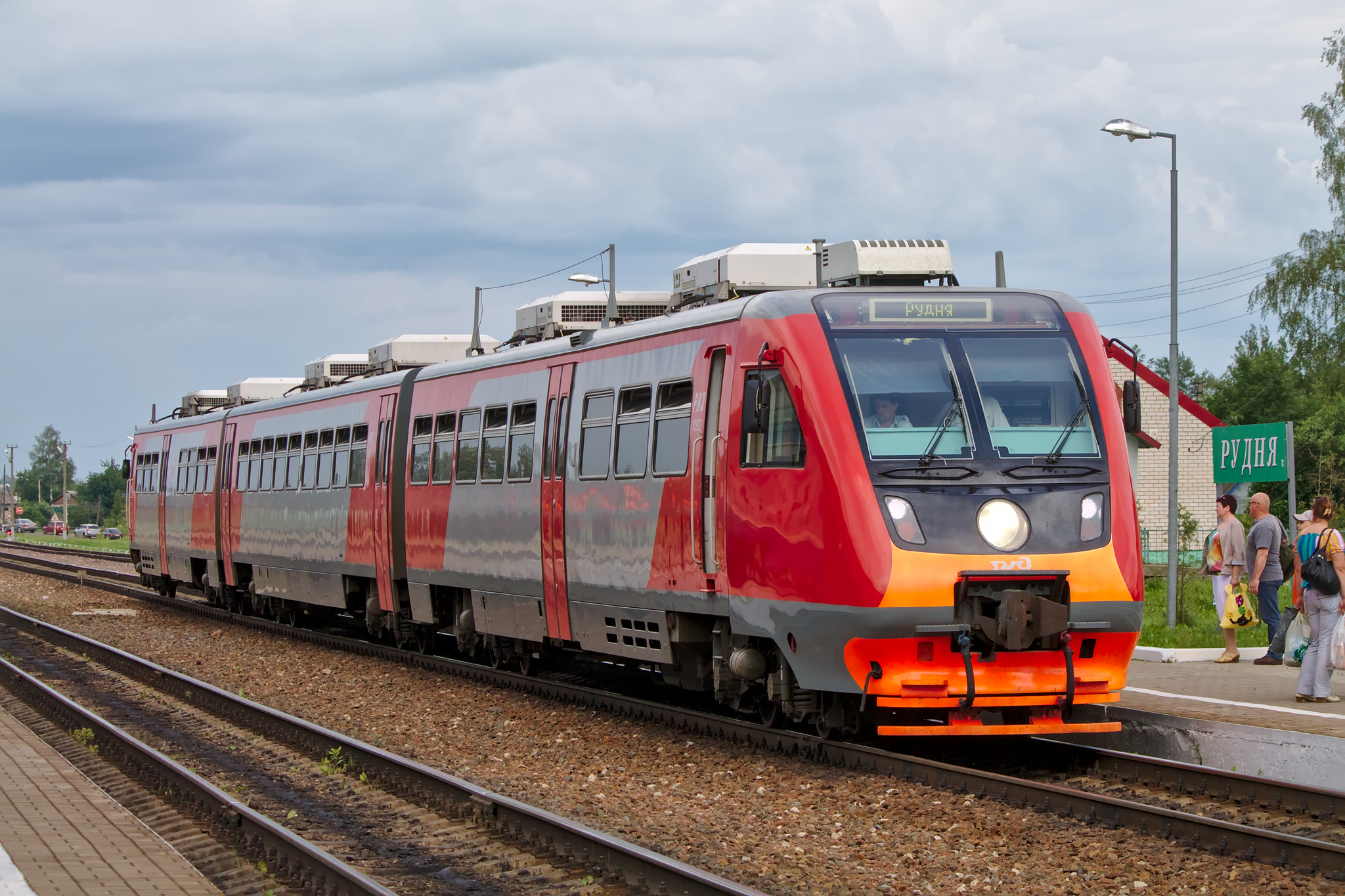
RA2-108編成（ロシア鉄道）
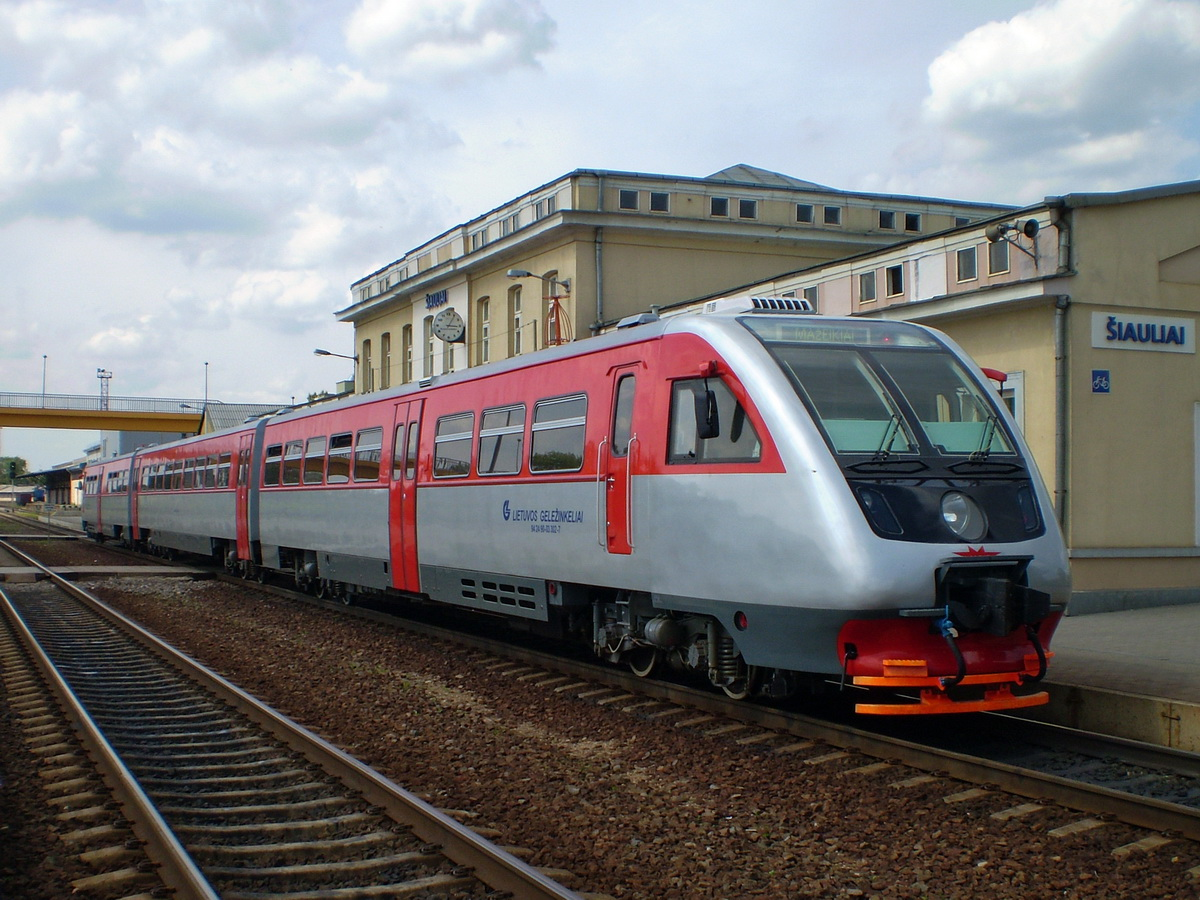
RA2-033編成（リトアニア鉄道）

### 731.55形
ディーゼル列車としての運行を前提としたPA2形（750.05形）を両運転台式とした車両。RA2形と同様の流線形の前面を車体両側に有し、エンジンはロシア・ズヴェズダ製のM721-01（6×18/20）形（350 kW、1600 rpm）を用いていた。2005年に試作車が製造されたものの、量産されることはなかった。